# 秋田市立太平中学校
秋田市立太平中学校（あきたしりつたいへいちゅうがっこう）は秋田県秋田市太平中関にあった公立中学校。

## 沿革
以下、注釈の無い項目は学校の公式サイトの情報によるもの。
- 1947年
  - 4月1日 - 創立。
  - 5月1日 - 「太平村立太平中学校」として開校。
- 1954年10月1日 - 市町村合併により、「秋田市立太平中学校」と改称。
- 1961年11月3日 - 校歌制定。
- 1962年3月17日 - 校旗樹立。
- 1965年2月27日 - 新校舎落成記念式典挙行。
- 1974年2月12日 - 雪害により体育館崩壊。
- 1981年4月9日 - 給食開始。
- 1992年
  - 3月19日 - 校舎改修工事竣工。
  - 11月30日 - 新グラウンド竣工。
- 1993年
  - 10月25日 - 駐輪場、部室竣工。
  - 10月26日 - 新校舎竣工記念式典挙行。
- 1994年7月19日 - プール竣工。
- 2023年
  - 3月30日 - 秋田ケーブルテレビ制作『峰より巣立つ。～太平中学校閉校の記録～』上映会が、秋田市太平コミュニティセンターにて開催[3]。地域住民ら約40人が参加[3]。
  - 3月31日 - 秋田市立城東中学校へ統合。閉校

## 所在地
- 秋田県秋田市太平中関字平形46番地[1]

## 進学前小学校
- 秋田市立太平小学校[4]
  - 秋田市立山谷小学校 (閉校)

## 出身者
- 利部陽子 (バレーボール選手)[5]
- 佐藤大 (芸人)
- 冨樫博之 (政治家)